# Rață leșească
Rața leșească este o specie de rață care nu se înrudește cu rața sălbatică (cele cu capul verde). Se înmulțește foarte ușor și are cea mai mare rată de supraviețuire.
În ciuda numelui ei (leșesc=polonez, de Lech), această specie provine din Mexic.
Este o rață de tip greu: femela poate avea 3-4 kg, iar masculul 5-6 kg.
În jurul anului 1600 a fost domesticită pe scară largă în Europa.
Rața leșească are ca specific noduli roșii în jurul ochiului.
Dintre păsările de curte, la aceasta rață clocitul durează cel mai mult 5 săptămâni.
Se împerechează de trei ori pe an, depunând 90 de ouă pe sezon (martie - august).
Aceasta este o rață mută care nu măcăne, emițând niste sunete asemănătoare sâsâitului.
Când sunt amenințate sau se împerechează, acestea dau din cap și din coadă.